# Stigmatomma reclinatum
Stigmatomma reclinatum es una especie de hormiga del género Stigmatomma, familia Formicidae. Fue descrita científicamente por Mayr en 1879.
Se distribuye por China, India, Indonesia, Malasia, Filipinas, Singapur y Tailandia. Se ha encontrado a elevaciones de hasta 1520 metros. Vive en bosques de pinos.